# Boleto de entrada
Boleto de entrada es el título del segundo álbum de estudio grabado por la cantautora puertorriqueña Kany García. Fue lanzado al mercado bajo el sello discográfico Sony Music Latin el 22 de septiembre de 2009. Alcanzó el Top 10 en las listas de ventas de Estados Unidos y América Latina y fue número 1 en Puerto Rico. 
El miércoles 8 de septiembre de 2010, García recibió una nominación al Premio Grammy Latino 2010 en la categoría de «Mejor artista femenina pop álbum vocal» y en 2011 el álbum fue nominado a un Premio Grammy en Estados Unidos en la categoría «Mejor álbum pop latino.
Iincluye 12 canciones de la autoría de García y combina varios géneros como el pop latino, rock latino y baladas románticas. El primer sencillo del álbum titulado "Feliz" presenta sonidos populares latinoamericanos, mientras que la canción "El feo", cantada con Tego Calderón, es una mezcla entre ska y rock. Posteriormente, el 3 de noviembre de 2009 se lanza una “Versión deluxe” del disco que incluía tres temas adicionales “Cuando tú no estás” (versión acústica), “No quiero escuchar un No” y “Pensar en ti”

## Lista de canciones
- Edición estándar

| Boleto de entrada |                              |                             |          |  |
| N.º               | Título                       | Escritor(es)                | Duración |  |
| 1.                | «Feliz»                      | Kany García                 | 2:39     |  |
| 2.                | «Hasta dónde»                | Kany García                 | 3:14     |  |
| 3.                | «Para volver a amar»         | Kany García                 | 3:49     |  |
| 4.                | «Eres tú»                    | Kany García                 | 3:11     |  |
| 5.                | «Esta vida tuya y mía»       | Kany García                 | 3:48     |  |
| 6.                | «12 de noviembre»            | Kany García                 | 3:15     |  |
| 7.                | «Dime la verdad»             | Kany García                 | 3:28     |  |
| 8.                | «Cuando tú no estás»         | Kany García                 | 3:21     |  |
| 9.                | «Mi dueña»                   | Kany García                 | 3:37     |  |
| 10.               | «Hoy»                        | Kany García                 | 3:23     |  |
| 11.               | «¿A dónde vas?»              | Kany García                 | 3:22     |  |
| 12.               | «El feo» (con Tego Calderón) | Kany García · Tego Calderón | 3:26     |  |

- Edición deluxe

| Boleto de entrada |                                 |                             |          |  |
| N.º               | Título                          | Escritor(es)                | Duración |  |
| 1.                | «Feliz»                         | Kany García                 | 2:39     |  |
| 2.                | «Hasta dónde»                   | Kany García                 | 3:14     |  |
| 3.                | «Para volver a amar»            | Kany García                 | 3:49     |  |
| 4.                | «Eres tú»                       | Kany García                 | 3:11     |  |
| 5.                | «Esta vida tuya y mía»          | Kany García                 | 3:48     |  |
| 6.                | «12 de noviembre»               | Kany García                 | 3:15     |  |
| 7.                | «Cuando tú no estás»            | Kany García                 | 3:28     |  |
| 8.                | «Dime la verdad»                | Kany García                 | 3:21     |  |
| 9.                | «Mi dueña»                      | Kany García                 | 3:37     |  |
| 10.               | «Hoy»                           | Kany García                 | 3:23     |  |
| 11.               | «¿A dónde vas?»                 | Kany García                 | 3:22     |  |
| 12.               | «El feo» (con Tego Calderón)    | Kany García · Tego Calderón | 3:26     |  |
| 13.               | «Cuando tú no estás (acústica)» | Kany García                 | 3:37     |  |
| 14.               | «No quiero escuchar no»         | Kany García                 | 3:02     |  |
| 15.               | «Pensar en ti»                  | Kany García                 | 2:37     |  |

## Sencillos
- Feliz: es el primer sencillo del álbum. Fue lanzado en emisoras de radio el lunes 29 de junio de 2009 y para  descarga digital en iTunes el lunes 27 de julio de 2009. La canción debutó en el Billboard Latin Songs en el puesto 50 y en el Billboard Latin Pop Airplay en el puesto 38. Alcanzó el puesto 15 en el Latin Tracks[5] y el puesto 4 en el Latin Pop Airplay.

- Esta vida tuya y mía: Fue elegido para ser el segundo sencillo y fue lanzado el lunes 16 de noviembre de 2009. La canción llegó al puesto 39 del Hot Latin Songs de Billboard.[5]

- Para volver a amar: Es el tercer sencillo del disco, lanzado el lunes 12 de abril de 2010. La canción alcanzó el puesto 21 en la cartelera US Latin Pop y el Top 5 en Puerto Rico.

## Posicionamiento en listas
| Tabla Ranking                  | Pico posición |
| ------------------------------ | ------------- |
| U.S Billboard Top Latin Albums | 6             |
| U.S Billboard Latin Pop Albums | 3             |

## Premios/nominaciones
| Año  | Ceremonia de los Premios | Premio                            | Trabajo             | Resultado |
| ---- | ------------------------ | --------------------------------- | ------------------- | --------- |
| 2010 | Premio Grammy Latino     | Mejor álbum de pop vocal femenino | "Boleto de entrada" | Nominado  |
| 2011 | Premio Grammy            | Mejor Álbum Pop Latino            | "Boleto de entrada" | Nominado  |
| 2011 | Premio Lo Nuestro        | Artista Femenina Pop Del Año      | "Kany García"       | Nominado  |